# 本·霍罗威茨
本·霍罗威茨（英語：Ben Horowitz，1966年6月13日—）是一位美国商人，投资人，博客撰写人和作家。他也是一位高科技企业家，同马克·安德森一起创办了Andreessen Horowitz风险投资公司。他曾是企业软件公司Opsware的联合创始人和執行長，截至2007年7月，安德森·霍罗威茨投资公司于Opsware公司获利16亿美元。霍罗威茨是畅销书《创业维艰》（The Hard Thing About Hard Things: Building a Business When There Are No Easy Answers） 的作者，这本书发行于2014年3月4日，书中霍罗威茨为初创企业提供了指导和建议 。

## 教育和早期职业生涯
霍罗威茨于1988年在哥伦比亚大学获得计算机科学学士学位，并与1990年在加州大学洛杉矶分校获得计算机科学的理学硕士学位。
硕士学位之后，1990年代，他开始在硅谷图形公司任工程师一职，1995年，霍罗威茨加入马克·安德森的网景公司，并成为了该公司首批项目经理之一。很快他便升任副总裁和总经理，主要负责网景的服务器产品链，涉及300多名员工和1亿美元利润。1998年，网景被美国在线（AOL）收购后，霍罗威茨继续在美国在线的电子商务部门任副总裁一职。

## Loudcloud 和 Opsware
1999年9月，霍罗威茨联合马克·安德森，蒂姆·豪斯和李仁錫（In Sik Rhee）创办了Loudcloud。Loudcloud为诸如福特汽车公司，耐吉，甘尼特报业集团，新闻集团，美国陆军等大型企业和因特网用户提供基础设施和应用托管服务。2001年3月9日，Loudcloud上市。
2002年6月，霍罗威茨开始将Loudcloud转变为企业软件公司Opsware，转变的第一步便是他将Loudcloud的核心管理服务业务以6350万美元出售给电子数据系统公司（EDS）。此次出售将Loudcloud 100%的利润卖给了纳斯达克上市的EDS。从他的第一个企业软件客户EDS开始，霍罗威茨将Opsware的服务推广到数百家企业客户，拥有雇员550人，每年盈利1亿美元以上。直到2007年7月份，霍罗威茨将Opsware以16亿美元卖给惠普公司。
之后霍罗威茨在惠普公司任副总裁和总经理为期一年，管理3,000名员工和28亿盈利。

## 安德森·霍罗威茨
2009年7月6日，霍罗威茨和安德森创立了安德森·霍罗威茨公司，主要投资和咨询一些高科技产业的起步和正在成长的公司。安德森·霍罗威茨注册资本3亿美元，在三年内通过三个基金的运作累积了27亿美元。安德森·霍罗威茨已经投资了超过150个公司，涉及移动，游戏，社交网络，电子商务，教育和IT企业（包括云计算，安全和软件服务等）。一些曾被投资的著名公司有Facebook，Foursquare，GitHub，Pinterest和Twitter。
2009年9月1日，包括安德森·霍罗威茨在内的投资集团表示将投资27.5亿美元给Skype公司，这一举措在当时被认为是高风险投资。霍罗威茨也因此成为了Skype的董事会成员。2011年，Skype以85亿美元出售给微软。2006年，安德森和霍罗威茨以私人名义投资耳机制造商Jawbone，2011年安德森·霍罗威茨公司也宣布向该公司投资4,900万美元。
Andreessen Horowitz官网上的霍罗威茨博客有一千万的读者，被认为是硅谷企业家中最有需求的博主。2011年被评委「40位最该阅读的位企业家博客」。他的博客很独特的使用说唱歌词的形式撰写，来诠释他的商业建议。霍罗威茨的书《创业维艰》（The Hard Thing About Hard Things）便是基于他发表的博文。
在2011年名利场杂志的新企业名单上，安德森和霍罗威茨排名第6；在CNET评选的2011年度最有影响力的投资者中排名第1；安德森和霍罗威茨在福布斯的Midas List尖端科技投资人中分别排名第21，和第2。

## 个人生活
霍罗威茨出生于英国伦敦，成长于加州伯克利，母亲艾麗莎·克瑞翰默（Elissa Krauthamer）和父亲大卫·霍罗威茨，大卫·霍罗威茨是美国保守党主张者和作家。
霍罗威茨与妻子費利西亞·威利·霍罗威茨（Felicia Wiley Horowitz）和三个孩子（两女一儿）生活在硅谷。他捐献了大部分时间在许多社团活动上，比如美国犹太人世界服务机构，哥伦比亚大学，斯坦福医院，硅谷社会风投基金。2012年4月，霍罗威茨同安德森·霍罗威茨的合伙人马克·安德森，彼得·萊文，傑夫·喬丹，約翰·奧法雷爾和斯科特·韋斯一起，许诺将他们在风险投资中终生所得的一半捐献给慈善机构。